# حريش أتكنسوني
حريش أتكنسوني (الاسم العلمي:Lithobius atkinsoni) هو نوع من المفصليات يتبع جنس الحريش من الفصيلة الحريشية.